# Ямальский кратер
Ямальский кратер — округлое углубление на земной поверхности диаметром 20 м и глубиной более 50 м, образовавшееся в период с осени 2013 года по весну 2014 года в центральной части полуострова Ямал. Вокруг воронки расположен «бруствер» из выброшенных горных пород. Новообразованная воронка быстро заполнилась водой и уже к осени 2016 года превратилась в озеро.
Первоначально выдвигались различные гипотезы его происхождения — от военных испытаний до падения метеорита. Впоследствии в ходе научных исследований большинство учёных пришли к мнению, что кратер образовался в результате так называемого газового выброса — подземного взрыва тающих газогидратов с выбросом на поверхность залегающей выше толщи пород.

## Географическое положение
Кратер расположен между побережьем Карского моря и долиной реки Морды-Яха, в 30 км к югу от Бованенковского газового месторождения и в 4 км к западу от газопровода «Бованенково — Ухта». Он находится на равнинной территории тундры в бассейне реки Мяронгъяха (притока реки Морды-Яха), рассечённой озёрами и ручьями. В этом районе повсеместно распространена многолетняя мерзлота со среднегодовой температурой до −7 °C и глубиной сезонного протаивания до 1 метра. Материнские породы содержат супеси, глину и торф, а также значительное количество льда, часто сконцентрированного в ледяных линзах.

## История образования кратера
На архивных снимках из космоса виден бугор на месте формирования воронки. В ходе дендрохронологических исследований сохранившихся кустарников выяснилось, что бугор рос в течение не менее 66 лет. Ширина основания бугра составляла 45—58 метров, высота — около 5—6 метров. Его вершина была покрыта кочками с травянистой растительностью, вдоль подножия произрастали кусты ивы. Время образования воронки определялось по сериям снимков из космоса различной детализации, но полученные данные оказались неоднозначными: часть исследователей считает, что воронка образовалась в октябре 2013 года, тогда как другие полагают наиболее вероятным извержение в период с 21 февраля по 3 апреля 2014 года.
По-видимому, в тёплый сезон 2014 года в кратере начало образовываться озеро, пополнявшееся талыми водами и материалом обрушения стенок, до конца 2014 года глубина воронки до уреза воды уменьшилась до 25,5 м. К сентябрю 2015 года воронка превратилось в округлое озеро с диаметром 45-55 м и обрывистыми берегами высотой 6 м, а к осени 2016 вода полностью заполнила воронку.

## Строение
Воронка находится на площади распространения IV террасы прибрежно-морского и морского генезиса, слагающей водораздельные поверхности высотой 42—48 м над уровнем моря. Разрез террасы сложен верхнечетвертичными отложениями казанцевской свиты. Поверхность террасы расчленена слабоврезанными речными долинами, в верховьях притоков расположены многочисленные термокарстовые котловины спущенных озёр (хасыреев). В верховье одного из небольших ручьёв расположен небольшой хасырей с высотой 19—22 м над уровнем моря, к поверхности которого и приурочена Ямальская воронка. По данным анализа геоморфологии, космоснимков и геофизических исследований установлены признаки наличия двух разрывных нарушений с вертикальными и горизонтальными смещениями, на пересечении которых и располагается Ямальский кратер.

### Морфология воронки
Верхняя часть кратера представляет собой наклонную воронковидную поверхность, сужающуюся вниз — так называемый «раструб». Его внешний диаметр достигал 25—29 м, а глубина развития 8 м. Внизу раструб переходит в цилиндрический участок воронки, с субвертикальными стенками. Его форма в плане эллиптическая, малая полуось составляет 14 м, большая — 20 м. В ходе первой экспедиции оценки наблюдавшейся глубины уреза воды в озере на дне воронки превышали 50 м от поверхности земли. Внутренняя поверхность стенок цилиндра осложнена неглубоким обширным гротом в нижней части северо-восточной стенки. К ноябрю 2014 года уровень воды во внутреннем озере поднялся до 24-26 м от поверхности. За это же время ширина воронки увеличилась из-за таяния и обрушения стенок, причём активнее всего разрушались склоны раструба.
Вокруг воронки выделяется «бруствер» диаметром 70-72 м, который представляет собой кольцевой навал выброшенных обломков мёрзлых пород высотой до 4,5 м. На момент измерений объём породы в бруствере сократился в 6 раз за счёт таяния высокольдистых пород. Основная масса выброшенных пород сконцентрирована на северной окраине воронки. Вблизи кратера сконцентрированы глыбы мёрзлых пород и дернины более 1 м в поперечнике, разброс небольших (0,1-0,2 м) фрагментов выброшенных пород достигает 180 м.

### Геологическое строение
Практически весь разрез рыхлых отложений, вскрытый воронкой на глубину до 50-60 м, представлен пластовыми льдами и сильнольдистыми песками и супесями, характерными для отложений III аллювиально-морской террасы, сменяющимися внизу льдистыми морскими глинами с редкой щебёнкой. Исключение составляет лишь приповерхностный слой мощностью около 2 м, состоящий из мёрзлых и талых песчано-глинистых пород. По геофизическим данным на глубине 60-70 м от поверхности установлено наличие слоя с аномально высоким удельным электрическим сопротивлением на глубине 60-70 м, интерпретируемого как выдержанный в плане пластообразный коллектор газогидратов. В нижней части стенок воронки отмечается наличие множества каверн и гротов, отождествляемых некоторыми исследователями с зоной диссоциации реликтовых метастабильных газогидратов. В отобранных на дне кратера пробах воздуха неоднократно отмечалось повышенное содержание метана. Во время зимней экспедиции в ноябре 2014 года во льду, покрывающем нижнюю часть стенок кратера, были обнаружены следы многочисленных выделений газовых флюидов.
Первое время стенки кратера в основном представляли собой остатки штокообразного тела газонасыщенных пород, сложенных ячеистыми льдами. Для него была характерна субвертикальная слоистость по краям, сохранившаяся в стенках кратера, и наличие многочисленных пустот в форме округлых ячеек размером от 2 до 40 см, иногда объединяющихся в вертикальные цепочки, широкое развитие пластических и разрывных деформаций. Многочисленные мелкие ячейки в этих породах указывают на значительную насыщенность газом горных пород именно в пределах этого штока. По предположениям коллектива московских исследователей, над зоной диссоциации газогидратов в мелкозалегающей пластовой залежи в результате напорной вертикальной миграции флюидов и нараставшего пластового давления сформировался пористый газонасыщенный ледогрунтовый шток цилиндрической формы. Напорная фильтрация флюидов привела к многочисленным пластическим деформациям мёрзлых пород штока, в результате чего зона развития ячеистых льдов штока оказалась отделена от вмещающих пород трещиной со смещением и глинками трения. Его движение вверх под давлением разлагающихся газогидратов привело на контактах с окружающей толщей пород к формированию контактового прослоя мёрзлых пород с субвертикальной слоистостью и многочисленными пластическими и разрывными деформациями. К июлю 2015 года остатки штока с субвертикальной слоистостью разрушились при оттаивании и обрушении стенок воронки, обнажив ненарушенный массив пород с субгоризонтальной слоистостью.

## Научные исследования
Ямальская воронка была обнаружена экипажем Надымского авиаотряда в июле 2014 года. Подобные воронки обнаруживались и ранее, но они не привлекали к себе внимания. Однако в этот раз, сообщения о находке и опубликование видеоматериалов вызвали интерес во всём мире. Спустя несколько дней после появления видео в сети и распространения новости о необычной воронке в российских и мировых СМИ в район событий отправилась первая рекогносцировочная экспедиция из Института криосферы земли СО РАН. 25 августа состоялась вторая рекогносцировочная экспедиция.
13-18 сентября 2014 года комплексная экспедиция ИНГГ СО РАН и «Газпром-ВНИИГАЗ» провела на ямальской воронке комплекс геолого-геофизических и геохимических работ. Большой объём морфометрических работ позволил составить трёхмерную модель воронки, и установить значительное сокращение объёма выброшенных пород за счёт таяния, детально изучено глубинное строение местности с помощью методов электротомографии и зондирования становлением поля в ближней зоне, проведена радиометрия. В начале октября несколько дней сотрудники ИНГГ СО РАН исследовали внутреннее строение воронки, с детальными замерами, геофизическими исследованиями и отбором проб.
Были организованы и другие научные экспедиции. Вторая экспедиция состоялась в ноябре 2014 года. Воронка и прилегающая местность была покрыта сетью профилей георадарных, геоэлектрических. Летом 2015 года состоялась четвёртая научная экспедиция РАН. Также в этом году 2015 по данным эхолокации и GPS-съёмки составлена трёхмерная модель дна новообразованного озера на месте Ямальской воронки. Для систематизации данных о ранее образовавшихся и потенциально опасных воронках газового выброса в ИПНГ РАН было создана геоинформационная система «Арктика и Мировой океан» (ГИС «АМО»). Позднее в эту ГИС были добавлены сведения о 20 тысячах сипов нефти и газа.

## Гипотезы формирования
Уже в первый год научных исследований учёные отказались от всех версий образования Ямальской воронки от внешних причин — по полученным данным формирование воронки связано с близповерхностными процессами в толще многолетнемёрзлых пород, которые привели к выбросу мощной толщи пород на поверхность. Большинство учёных связывают образование воронок с концентрацией газовых флюидов в верхней части разреза. Источник газовых флюидов остаётся дискуссионным — он может быть глубинной природы, мигрировавший к поверхности, так и сформироваться при массовой диссоциации пластовых газогидратов в мелкозалегающих коллекторах. Физико-химические модели процессов формирования воронки пока не могут воспроизвести образование воронок с именно такой морфологией. Некоторые научные сотрудники разрабатывают криовулканическую гипотезу образования кратера.

### Гипотеза образования воронки газового выброса
Повышение температуры воздуха и мерзлоты в течение последнего десятилетия (в особенности положительный пик лета 2012 года) привело к высвобождению газа из мёрзлых пород и подземного льда. Наличие перекрывающей кровли мощностью около 8 метров из приповерхностных сильнольдистых пород с отрицательной температурой оказывало экранирующий эффект, способствуя длительному накапливанию газогидратов под поверхностью. Под действием нараставших высоких пластовых давлений кровля штока в течение десятков лет деформировалась с образованием крупного бугра. Впоследствии, когда в мёрзлой кровле штока началось промерзание деятельного слоя, накопленные пластовые давления превысили давление толщи вышележащих пород. На стадии развития взрыва, вызванного резкой декомпрессией, произошёл сброс пород перекрывающей кровли, и началось лавинообразное дробление насыщенных сжатым газом кавернозных пород штока, последовательно развивающееся от поверхности до горизонта диссоциирующих реликтовых газогидратов в подошве штока. Раздроблённые продукты выброса переоткладываются на прилегающей местности в виде бруствера. Подобный механизм описан в условиях подводного рельефа и приводит к образованию покмарков
На Ямале широкое распространение получили круглые озёра с углублением в центре. Считается, что эти озёра имеют термокарстовое происхождение и связаны с вытаиванием пластов подземного льда. Поскольку обрушение стенок Ямальской воронки в верхней части привело к расширению кратера, уменьшению его глубины и в конечном итоге к возникновению озера, возможно, что и другие озёра Ямала, образовавшиеся в климатический оптимум голоцена, представляют собой следствие процесса газового выброса. На это указывает специфическое строение дна таких озёр: глубокая центральная часть и мелкий шельф, хорошо различимые на снимках с воздуха.

### Гипотеза о криовулкане

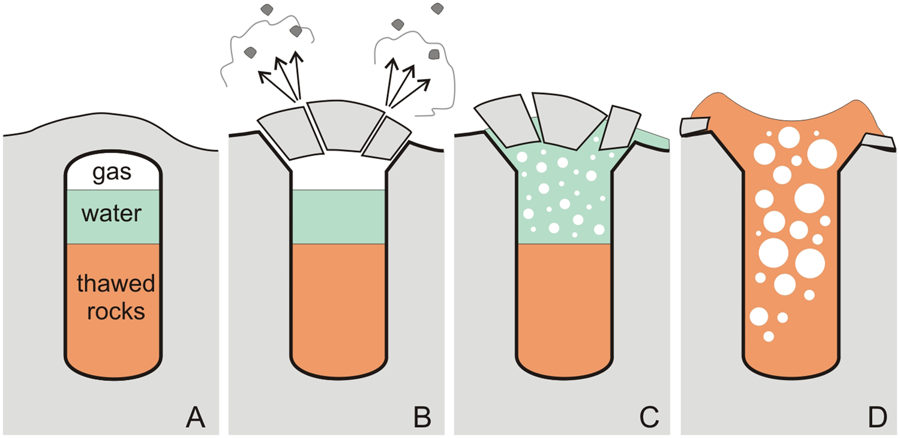
Схема криовулканизма на Земле

В сентябре 2018 года группа исследователей из МГУ опубликовала статью в журнале Scientific Reports, в которой утверждается, что Ямальский кратер — первый обнаруженный на Земле криовулкан. В условиях низких температур вместо расплавленных скальных пород криовулканы извергают воду, аммиак, метан — как в жидком состоянии (криолаву), так и в газообразном. В земной криолитозоне главным породообразующим веществом является лёд. Согласно гипотезе учёных, подобные кратеры образуются следующим образом: в глубоком талике под термокарстовым озером накапливается газ биогенного происхождения — так появляется бугор пучения. Затем под действием гидростатического давления, возникающего из-за замерзания и оттаивания льда мерзлоты углекислый газ взрывается, и начинается извержение воды и талых пород, которое может длиться до суток. После взрыва образуется кратер, окружённый валом. Похожие объекты известны на Церере, где криовулканом считается самая большая гора Ахуна, Энцеладе, Плутоне и других небесных телах. Ранее криовулканы ещё не были обнаружены на Земле, но специалисты не исключают, что они могут быть не только в Арктике, но и по всей планете.

## Другие кратеры
Помимо описанного, на полуострове были обнаружены другие аналогичные кратеры. По состоянию на август 2020 года на Ямале обнаружено, изучено и задокументировано 17 подобных геологических образований.